# Muhammad Arab
Muhammad Sabir Arab (ur. 23 grudnia 1948) – egipski polityk, minister kultury Egiptu od 2013 do 2014.

## Życiorys
Z wykształcenia jest profesorem historii współczesnej świata arabskiego, wykładał na uniwersytecie al-Azhar, jest autorem monografii poświęconej poglądom Mahmuda Abbasa al-Akkada. W latach 2005–2009 kierował egipskimi Archiwami Narodowymi, a przez kolejne dwa lata - Generalną Organizacją Książki Egipskiej. W 2011 odszedł na emeryturę.
W maju 2012 wszedł do rządu Kamala al-Dżanzuriego jako minister kultury, pozostał na tym stanowisku w gabinecie Hiszama Kandila. Trzykrotnie zamierzał z niego odejść z powodów politycznych. W listopadzie 2012 Arab protestował w ten sposób przeciwko zastosowaniu przemocy wobec demonstrantów przeciwnych nowej deklaracji konstytucyjnej, zaś w lutym 2013 - również przeciwko siłowemu tłumieniu manifestacji antyrządowych.
Ostatecznie jego dymisja została przyjęta w czasie rekonstrukcji rządu w maju 2013. Poparł ruch Tamarrud i protesty przeciwko polityce prezydenta Muhammada Mursiego. Powtórnie objął tekę ministra kultury po zamachu stanu w lipcu 2013, który usunął Mursiego ze stanowiska, i utworzeniu przejściowego rządu Hazima al-Biblawiego, gdy przyjęcia stanowiska odmówiła Inis Abd al-Dajjan. W czerwcu 2014, po rekonstrukcji rządu, odszedł ze stanowiska.